# Résistance dans l'Europe occupée par les nazis
« La Résistance » redirige ici.  Pour les autres sens de La Résistance, voir Résistance.
 (mars 2011).
Si vous disposez d'ouvrages ou d'articles de référence ou si vous connaissez des sites web de qualité traitant du thème abordé ici, merci de compléter l'article en donnant les références utiles à sa vérifiabilité et en les liant à la section « Notes et références ».
La résistance dans l'Europe occupée par les nazis englobe les différentes formes qu'a pu prendre l'opposition active à l'occupation par les forces de l'Axe et aux régimes collaborateurs au cours de la Seconde Guerre mondiale.

## Les motivations

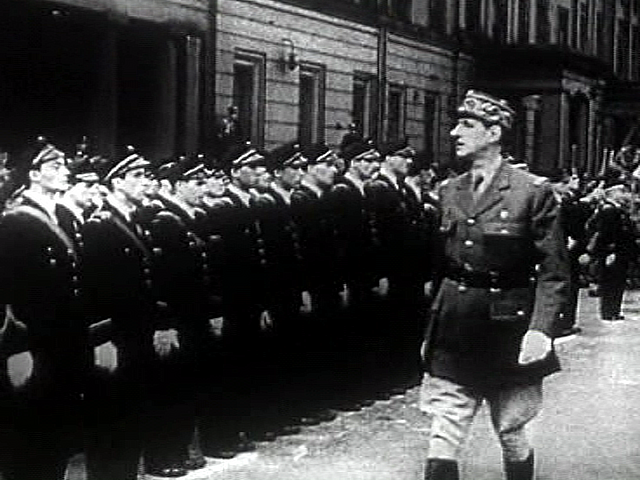
Charles de Gaulle passant en revue des marins de la France libre.

Il y a deux composantes possibles dans l'activité de la résistance pendant la Seconde Guerre mondiale :
- une réaction nationale contre l'occupation étrangère et de lutte militaire pour l'indépendance nationale ;
- une lutte politique et morale contre le nazisme et plus généralement le fascisme, contre la dictature qui comprend aussi la résistance allemande, la résistance espagnole à Franco qui participa aussi à la résistance au régime de Vichy et à l'Allemagne nazie en France, la résistance italienne à Mussolini et la résistance portugaise à l'Estado Novo qui participa également à la résistance française.

Les mouvements de résistance pouvaient avoir des origines et des motivations politiques radicalement différentes, pouvant dégénérer en grandes tensions politiques. Ainsi, durant la guerre en Yougoslavie, les Partisans communistes et les Tchetniks royalistes entrèrent en conflit armé, qui s'acheva en même temps que l'occupation par la victoire des communistes et l'établissement du régime de Tito. En Grèce, l'opposition entre résistants communistes et monarchistes dégénéra également, pour déboucher après l'occupation sur la guerre civile grecque.

## Les différences de forme

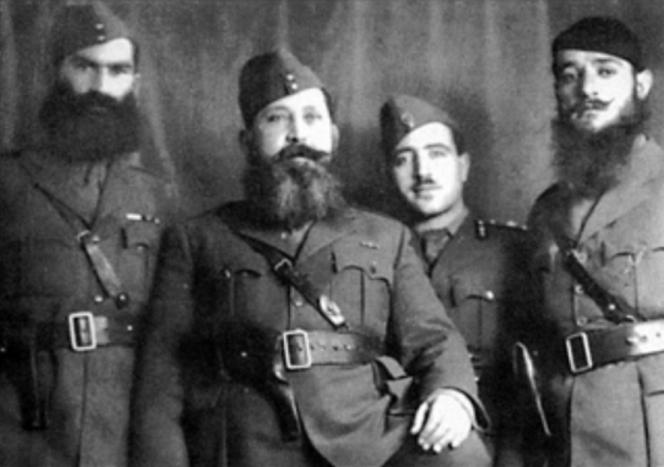
Napoleon Zervas, chef militaire de l'EDES, une des organisations minoritaires de la résistance grecque.

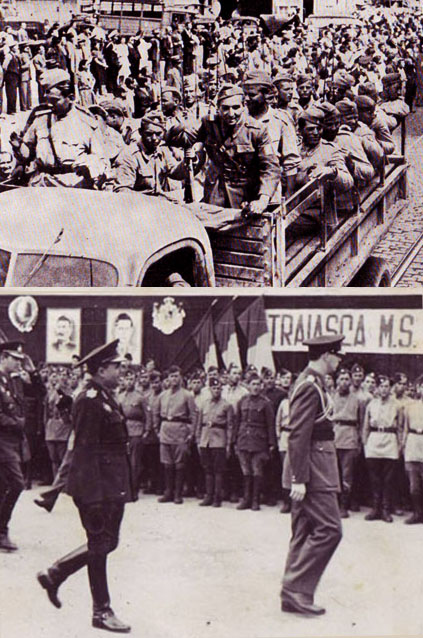
La division roumaine alliée „Vladimirescu” (constituée en 1941) entrant dans Bucarest l'été 1944 ; en bas, passée en revue par le roi Michel.

Des historiens comme Jacques Sémelin distinguent la résistance civile, souvent inorganisée, et par laquelle les populations occupées tâchent de maintenir leurs valeurs et de manifester leur esprit de refus, de la résistance organisée, qu'elle revête ou non des formes non-violentes. Celle-ci passe par l'existence de mouvements, de réseaux et de maquis, regroupant une minorité de la population, mais qui ne sauraient subsister sans de nombreuses complicités populaires. L'historien François Marcot appelle quant à lui ces deux formes « Résistance organisation » et « Résistance comme mouvement social », cependant tous les historiens ne donnent pas la même importance à la thèse fondamentaliste de la résistance organisée et de la thèse sociétale de la résistance civile.
Il faut ajouter la résistance extérieure poursuivie hors du territoire national par de nombreux gouvernements en exil et par leurs combattants. Les FFL gaullistes s'illustrent à Bir Hakeim (mai 1942) ou sur le front russe dans l'escadrille Normandie-Niemen. Les Polonais sont présents sur tous les fronts de guerre, de la France de 1940 et de la bataille aérienne d'Angleterre au Mont-Cassin et à la Normandie. C'est de Londres qu'un commando tchèque vient abattre Heydrich, le « boucher de Prague », le 27 mai 1942, ce qui entraîne le massacre des habitants de Lidice.

### Résistance
Des manifestations diverses démontrent toute la guerre l’audience des mouvements de résistance et de la radio de Londres dans l’opinion européenne : célébration des anniversaires-symboles à travers l’Europe occupée (fêtes et grandes victoires nationales), manifestations symboliques en France, où elles ont été les plus nombreuses, celle des étudiants aux Champs-Élysées le 11 novembre 1940, celle du 1er janvier 1941, celle du 31 octobre 1941 en réponse au massacre des otages de Châteaubriant, ou bien la « campagne des V » orchestrée par la BBC, qui couvre les murs de Paris du signe de la victoire à l’irritation des Allemands. De même, une symbolique se développe : porter à sa boutonnière un signe de reconnaissance indiquant par exemple sa fidélité au monarque en exil. Une résistance plus intime peut également se manifester à travers les lettres et journaux intimes (simples récits de vie privée, certains deviennent de véritables chroniques politiques), « écrits des tiroirs » destinés à n'être publiés qu'après la fin du Troisième Reich,. Autre exemple de résistance spontanée et massive, la population luxembourgeoise boycotta à 98 % le référendum organisé par les nazis pour ratifier l'annexion du grand-duché, et déclencha en août 1942 une grève générale durement réprimée contre l’incorporation forcée des jeunes dans la Wehrmacht.
Aux Pays-Bas, la première grève antiraciste de l'Histoire éclata les 25 et 26 février 1941 à Amsterdam et environs pour protester contre la persécution des Juifs ; en 1943, le corps médical néerlandais démissionna collectivement pour refuser l’exclusion sur ordre des médecins juifs et la subordination à un organe corporatiste collaborationniste. 500 000 Néerlandais se mirent aussi en grève contre le STO en mars 1943, la plus vaste grève de l'Europe occupée, tandis que les départs forcés de main-d'œuvre provoquèrent à Athènes des manifestations de masse quasi-insurrectionnelles et la chute de deux gouvernements fantoches en 8 mois.
De nombreux civils européens se dévouèrent pour offrir une protection opérante aux pourchassés et persécutés, résistants, aviateurs abattus, réfractaires au STO, et bien sûr aux Juifs. Les manifestantes ‘‘aryennes’’ de la Rosenstraße parvinrent en 1943, en plein Berlin, à faire libérer leurs maris juifs. En Bulgarie, un vaste mouvement d'opinion empêcha la déportation des Juifs nationaux au printemps 1943. De nombreux « Justes parmi les nations » sauvèrent des Juifs de la mort.
Cette vision extensive de la résistance civile peut aller jusqu'à considérer le juif qui lutte contre la faim dans un ghetto comme un résistant, ce que conteste l'historien Raul Hilberg.

### Résistance organisée

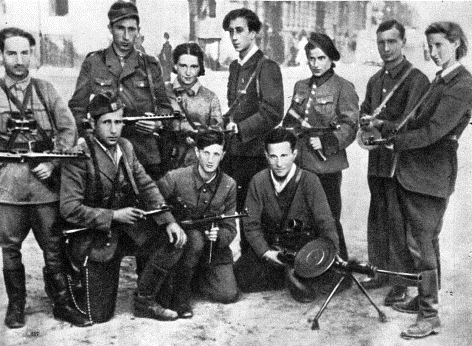
Les résistants du ghetto de Vilnius : la Fareynikte Partizaner Organizatsye.

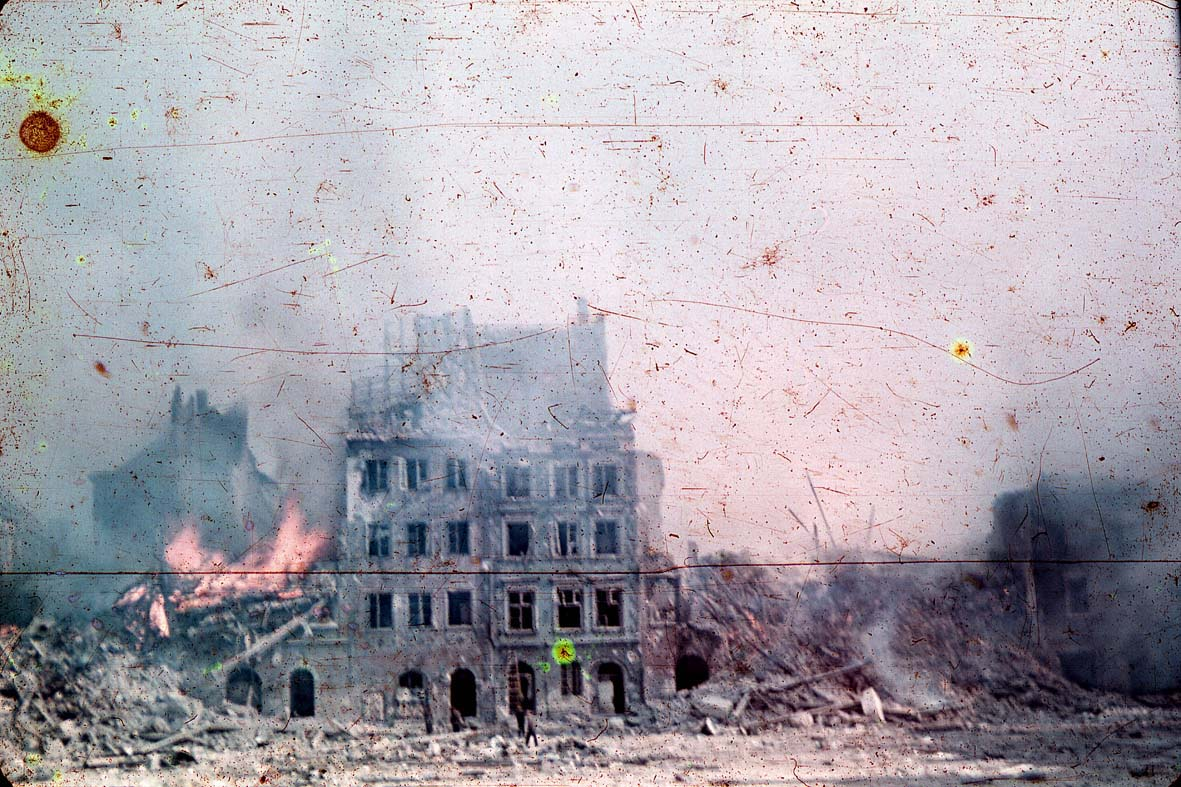
Résistance polonaise pendant la Seconde Guerre mondiale (1944).

Elle passe par l'organisation d'une presse clandestine (un millier de titres en France, plus de 1 200 aux Pays-Bas), de réseaux de renseignements, de groupes de sabotages, de mouvements de lutte armée. La guérilla fut surtout présente en Europe de l'Est, où les partisans yougoslaves, grecs et soviétiques parviennent assez tôt à contrôler des régions entières. La Biélorussie compte ainsi la plus forte concentration de partisans d'Europe. L'Armia Krajowa polonaise mit quant à elle sur pied un véritable contre-État clandestin, doté de moyens de propagande anti-nazie (exemple).
Les résistants proviennent de tous les milieux. Si leurs divisions politiques et stratégiques peuvent se conclure sur des affrontements sanglants en Yougoslavie, en Pologne et en Grèce, en revanche la Résistance intérieure française parvient à un haut degré d'unification, le Conseil national de la Résistance étant fondé le 27 mai 1943 par Jean Moulin sous l'autorité de la France libre.

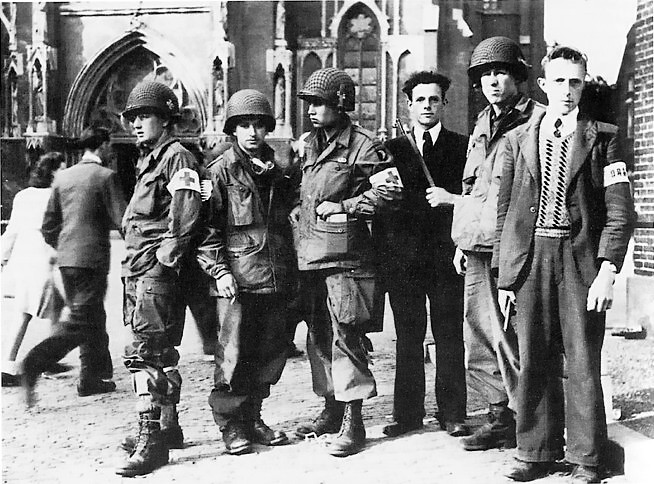
Résistants néerlandais et soldats américains durant l'opération Market Garden.

Les Alliés firent des résistants une source non négligeable de renseignements et trouvèrent en elle un appui précieux pour les sabotages stratégiques. Ainsi, à la veille du débarquement en Normandie (le 6 juin 1944, opération Overlord) en France ou de l'opération Bagration en Biélorussie (22 juin 1944), d'innombrables destructions de voies ferrées et de moyens de communication aidèrent les offensives. Ils ne furent pas toutefois sans se méfier souvent de ces soldats sans uniforme, ou sans sous-estimer leur efficacité.
La résistance juive a la spécificité de provenir d'un peuple en proie à une entreprise d'extermination systématique. Qu'ils mettent ou non en avant leur identité juive, les Juifs sont surreprésentés dans la plupart des réseaux, mouvements et groupes de partisans d'Europe (ainsi la MOI en France). À l'Est, plus de 40 ghettos ont connu des attentats anti-allemands ou des mouvements de révolte organisée. Il y en eut jusqu'aux camps d'extermination de Treblinka, de Sobibor (14 octobre 1943) et d'Auschwitz-Birkenau (révolte du Sonderkommando, 7 novembre 1944). Alors que 85 % du ghetto de Varsovie a déjà été déporté sans difficulté par les nazis, un millier de jeunes militants de l'Organisation Juive de Combat déclenchent une insurrection le 19 avril 1943, dans le but explicite de prouver à la postérité que les Juifs ne s'étaient pas laissé conduire passivement à la mort. Avec peu d'armes et sans chance de survie, ils tiennent tête aux SS plus d'un mois, là où des États n'avaient pas résisté ou avaient succombé en quelques jours.

## Dans les différents pays

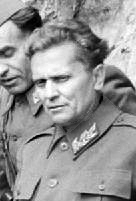
Tito, chef des Partisans yougoslaves.

- Albanie : Mouvement de Libération Nationale
- Allemagne : Résistance intérieure au nazisme
- Autriche : Résistance en Autriche pendant la Seconde Guerre mondiale
- Belgique : Résistance intérieure belge
- Danemark : Occupation du Danemark, Conseil danois de la liberté
- France : France libre, Résistance intérieure française, SOE-F, Histoire de l'Empire colonial français pendant la Seconde Guerre mondiale
- Grèce : Résistance en Grèce pendant la Seconde Guerre mondiale, Front de libération nationale-Armée populaire de libération nationale grecque (EAM-ELAS), Ligue nationale démocratique grecque (EDES)
- Italie : Résistance en Italie pendant la Seconde Guerre mondiale
- Luxembourg : Résistance au Luxembourg pendant la Seconde Guerre mondiale
- Norvège : Résistance norvégienne
- Pays-Bas : Résistance intérieure aux Pays-Bas
- Pologne : Résistance polonaise pendant la Seconde Guerre mondiale
- Roumanie : Résistance en Roumanie pendant la Seconde Guerre mondiale
- Tchécoslovaquie : Tchécoslovaquie pendant la Seconde Guerre mondiale
- Yougoslavie : Partisans, Tchetniks, Trieste, Istrie, Gorizia et Rijeka (groupe de Résistance slovène)
- Lituanie : Résistance en Lituanie pendant la Seconde Guerre mondiale